# El naixement de Venus
El naixement de Venus és un quadre del pintor italià Sandro Botticelli. Està realitzat en tremp sobre tela. Va ser pintat entre el 1482 i 1486, i actualment es troba a la Galleria degli Uffizi, de Florència.

## Datació
Tradicionalment, s'ha cregut que aquesta obra, com La primavera, va ser encarregada per Lorenzo di Pierfrancesco de Mèdici, nebot de Llorenç el Magnífic, per adornar Villa di Castello a la campanya florentina. La idea sorgeix del fet que va ser allà on les va contemplar Giorgio Vasari anys després. Estudis recents indiquen una altra cosa: la Primavera es va pintar per a la casa de Lorenzo a la ciutat de Florència i El naixement de Venus va ser un encàrrec d'una altra persona per a un lloc diferent. Per tant, no se'n coneix la data exacta de la composició, ni tampoc el comitent per al qual va ser executat. Actualment, es considera que es va pintar entre 1482 i 1484, en qualsevol cas, després de l'estada romana de Botticelli.
Només està documentat que, l'any 1499, ambdues estaven a Castello, llavors propietat d'aquesta branca secundària dels Médicis.

## Anàlisi del quadre
Segons explica la llegenda, Venus, deessa de l'amor, és la filla del déu Urà (a vegades considerada filla de Zeus i Díone). Urà fou assassinat pel seu fill Cronos i posteriorment aquest precipità els seus testicles al mar, d'on va sorgir una escuma d'on nasqué la deessa. El títol de l'obra no és, per tant, exacte, ja que el quadre no representa el moment del naixement de la deessa, sinó que mostra l'arribada de Venus, sobre una petxina, a la platja d'una de les illes que tradicionalment se li dediquen, com Xipre, Pafos o Citera. La deessa és empesa per la bufera dels déus, entre una pluja de flors.
A l'esquerra, apareixen els primers dos personatges de l'obra. Un d'aquests és Zèfir (déu del vent de l'oest); al seu costat, hi ha Cloris (que significa 'pàl·lid'). És la nimfa de la brisa i esposa de Zèfir a qui els romans van anomenar Flora. També s'ha identificat amb Aura, deessa de la brisa. Zèfir i Cloris, fortament abraçats, simbolitzen la unió de la matèria i l'esperit. Al seu voltant, cauen roses, flors que, segons la llegenda, després es convertiran en éssers.
El centre de la composició l'ocupa la deessa Venus sobre una petxina que flota en un mar verdós. Té l'actitud d'una Venus púdica: una mà sobre el pit i una altra sobre el sexe. Cobreix amb els cabells llargs i rossos les seves parts íntimes, encara que la llarga cabellera, col·locada a l'entrecuix, acaba recordant el borrissol púbic, la representació del qual estava prohibida. El cabell és un ornament eminentment eròtic; Botticelli el pinta amb llargs arabescos que freguen l'anatomia de la dea amb una delicada carícia. Amb el braç dret, tracta delicadament i gairebé innocentment de tapar-se els pits.
La seva actitud curvilínia continua sent pròpia del gòtic. Ara bé, el contrapposto, amb tot el pes a la cama esquerra i el peu dret una mica endarrerit i lleugerament aixecat, es considera una actitud inspirada en les estàtues antigues, en particular les de l'hel·lenisme. Es representa, tanmateix, el prototip de bellesa botticelliana semblant a la que apareix en La calúmnia d'Apel·les; es creu que en aquesta Venus va poder representar Simonetta Vespucci, glorificada en les Stanze de Poliziano, encara que la qüestió ha quedat oberta. El rostre recorda el de les verges de Botticelli: molt jove, de boca tancada i ulls clars. La seva expressió malenconiosa és impròpia de l'antiguitat, i s'associa més aviat a l'expressió d'una bondat d'arrelam cristià. La pell de Venus és de color marfil, un blanc amb una lleugera tonalitat groguenca i amb ocasionals matisos rosa. Aquesta tonalitat no recorda la pell, no suggereix carn tèbia i flexible, sinó la superfície i la fermesa d'una estàtua.
Des dels temps de la Roma clàssica, no s'havia tornat a representar aquesta dea pagana nua i de tals dimensions: el nu femení, considerat pecaminós en l'art medieval cristià, es recupera en el Renaixement com a símbol d'immaterialisme. Aquesta Venus no representa l'amor carnal o el plaer sensual, sinó que, amb la seva actitud i les seves faccions fines, s'apropa més a l'ideal d'intel·ligència pura o saber suprem. Venus substitueix la Verge, expressant una fascinació cap a la mitologia comuna a molts artistes del Renaixement.
Una de les hores o nimfes que espera la dea a la platja, per cobrir-la amb un mantell vermell amb motius florals, es creu que es tracta, específicament, de la Primavera, l'estació del renéixer. Porta un vestit florit: és blanc i està brodat de blauets. Un cinturó de roses li envolta la cintura, i al coll llueix una elegant garlanda de murta, planta sagrada de Venus i símbol de l'amor etern. Entre els seus peus, floreix una anemona blava.
El paisatge no rep especial interès pel pintor, la qual cosa és una característica de Botticelli, com ell mateix va reconèixer davant de Leonardo da Vinci. Els arbres formen part d'un petit bosc de tarongers en flor, això correspon al sagrat jardí de les Hespèrides en la mitologia grega. No obstant això, els tarongers, el mateix que el llorer, també present, poden entendre's com a al·lusions a la família Mèdici. Hi destaquen les robes, caracteritzades per tenir una gran marcació de plecs. Aquesta composició és d'estructura més rigorosa, plena de línies i de moviments harmònics.

### Fonts literàries

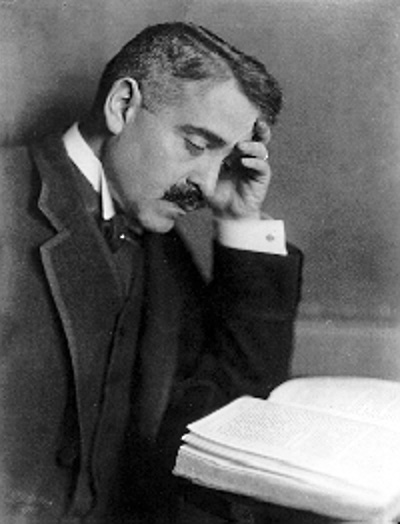
Retrat d'Aby Warburg

### Fonts teòriques

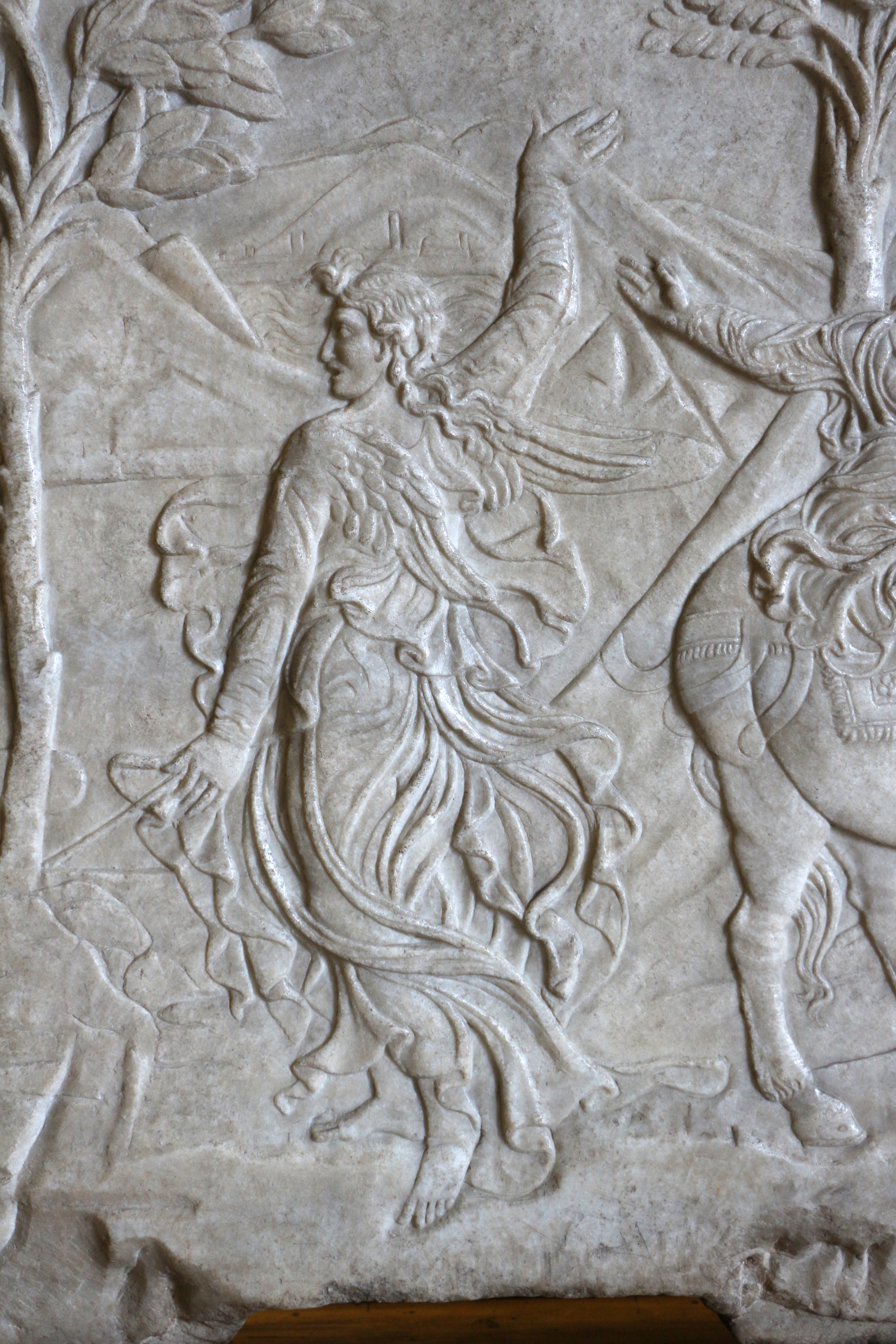
Detall del relleu de Agostino di Duccio